# Янечек, Ежи
Ежи Янечек (пол. Jerzy Janeczek; 22 марта 1944 — 11 июля 2021) — польский актёр театра, кино, радио и телевидения.

## Биография
Ежи Янечек родился в Итцехо в Германии. Актёрское образование получил в Киношколе в Лодзи, которую окончил в 1968 году. Дебютировал в театре в 1968. Актёр театров в разных городах Польши (Современный театр во Вроцлаве, Театр имени Богуславского в Калише, Балтийский театр в Кошалине, Популярный театр в Варшавае, Театр на Воли и Драматический театр в Варшаве). Выступал в спектаклях «театра телевидения» (с 1969 года) и в радиопостановках «театра Польского радио».
В понедельник 12 июля 2021 года было сообщено в фейсбуке «Союзом артистов польской сцены» о смерти актёра, без подробностей отчего он умер.

## Избранная фильмография
- 1966 — Дон Габриэль / Don Gabriel
- 1966 — Терпкий боярышник / Cierpkie głogi
- 1967 — Все свои / Sami swoi
- 1968 — Ставка больше, чем жизнь / Stawka większa niż życie (только в 16-й серии)
- 1969 — Красное и золотое / Czerwone i złote
- 1969 — Олимпийский факел / Znicz olimpijski
- 1970 — Ловушка / Pułapka
- 1970 — Мёртвая зыбь / Martwa fala
- 1971 — Кардиограмма / Kardiogram
- 1971 — Счастливого пути, любимая! / Szerokiej drogi, kochanie
- 1973 — Санаторий под клепсидрой / Sanatorium pod klepsydrą
- 1973 — Третий / Die Schlüssel (ГДР)
- 1973 — Дорога / Droga — (только в 5-й серии)
- 1974 — Тут крутых нет / Nie ma mocnych
- 1974 — Час за часом / Godzina za godziną
- 1975 — Директоры / Dyrektorzy
- 1977 — Люби или брось / Kochaj albo rzuć
- 1978 — Доложи, 07 / 07 zgłoś się (только в 9-й серии)
- 1978 — Жизнь, полная риска / Życie na gorąco (только в 5-й серии)
- 1979 — Утренние звезды / Gwiazdy poranne
- 1980 — Записки молодого варшавянина / Urodziny młodego warszawiaka
- 1981 — Карабины / Karabiny
- 1981 — Болдын / Bołdyn
- 2011 — Крот / Kret / La Dette (Польша / Франция)

## Признание
- 1975 — Награда за роль — XVII Фестиваль театров северной Польши в Торуне.
- 2002 — «Хрустальная Граната» на Фестивале комедийных фильмов в Любомеже.